# Alexis Masbou

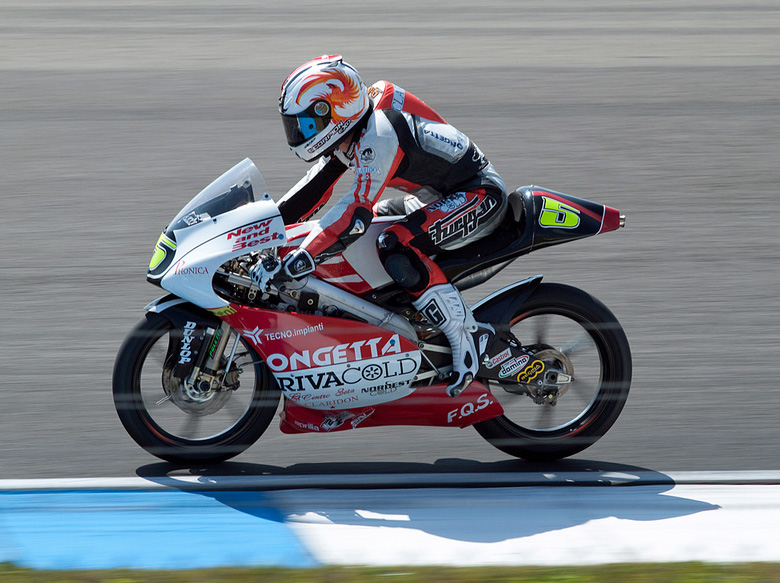
Masbou på Assen 2010.

Alexis Masbou, född 2 juni 1987 i Albi, är en fransk roadracingförare. Han tävlar 2016 i Moto3 för stallet Peugeot Saxoprint RTG.
Masbou gjorde VM-debut i 125-klassen 2003 i Frankrikes Grand Prix, vilket var det enda Grand Prix han körde det året. Samma sak gällde 2004, men från 2005 har han kört hela VM-säsonger. Fram till 2011 i 125-klassen och därefter i Moto3. Sin första seger tog Masbou i Tjeckiens Grand Prix 2014. Han tävlade för stallet Ongetta-Rivacold det året, men bytte stall till Racing Team Germany 2015, fortsatt på Honda. Säsongen började på bästa sätt med seger i premiären men därefter gick det sämre. Inga fler pallplatser och en 13:e plats i VM. Han och teamet fortsätter samarbetet 2016, men med motorcykel av fabrikat Peugeot.

## Framskjutna placeringar
Uppdaterad till 2015-12-31.
| Nr | Grand Prix | År   |
| -- | ---------- | ---- |
| 1  | Tjeckien   | 2014 |
| 2  | Qatar      | 2015 |

| Nr | Grand Prix | År   |
| -- | ---------- | ---- |
| 1  | Tyskland   | 2012 |

| Nr | Grand Prix | År   |
| -- | ---------- | ---- |
| 1  | Tyskland   | 2014 |